# فرناندو لوبيز ألكانتارا
فرناندو لوبيز ألكانتارا هو لاعب كرة قدم برازيلي في مركز الدفاع، ولد في 28 مارس 1987 في سالفادور في البرازيل. لعب مع سبورت ريسيفي ونادي بانغو أتلتيكو ونادي تاركسيين راينباوز ونادي جنوب الصين ونادي رابوتنيتشكي.

## وصلات خارجية
- فرناندو لوبيز ألكانتارا على موقع قاعدة بيانات كرة القدم.إي يو (الإنجليزية)
- فرناندو لوبيز ألكانتارا على موقع Soccerway.com (الإنجليزية)